# Assumpció Maresma i Matas
Assumpció Maresma i Matas   (Arenys de Mar, 1956) és una periodista i guionista catalana.
Maresma ha treballat com a cap de premsa del Departament de Cultura de la Generalitat de Catalunya, i també ha estat cap de premsa i documentació del Festival de Cinema de Barcelona i de l'Oficina Catalana de Cinema. Ha exercit de directora de la revista de cinema Acció i de la revista El Temps (1992-1995). També ha estat editora del diari VilaWeb des de 1995, any en el qual va fundar aquest diari digital juntament amb Vicent Partal.
Entre altres reconeixements, ha estat guardonada amb el Premi Avui de Periodisme, i com a editora de VilaWeb, ha rebut Premi Nacional de Periodisme, el Premi Nacional d'Internet i el Premi d'Honor Jaume I.

## Publicacions
- 1988 - El complot dels anells (Editorial La Magrana)[3]